# Villethierry
Villethierry és un municipi francès, situat al departament del Yonne i a la regió de Borgonya - Franc Comtat. L'any 2007 tenia 738 habitants.

## Demografia

### Població
El 2007 la població de fet de Villethierry era de 738 persones. Hi havia 268 famílies, de les quals 56 eren unipersonals (36 homes vivint sols i 20 dones vivint soles), 92 parelles sense fills, 116 parelles amb fills i 4 famílies monoparentals amb fills.
La població ha evolucionat segons el següent gràfic:
Habitants censats

### Habitatges
El 2007 hi havia 346 habitatges, 266 eren l'habitatge principal de la família, 77 eren segones residències i 2 estaven desocupats. 328 eren cases i 3 eren apartaments. Dels 266 habitatges principals, 240 estaven ocupats pels seus propietaris, 14 estaven llogats i ocupats pels llogaters i 12 estaven cedits a títol gratuït; 4 tenien una cambra, 9 en tenien dues, 38 en tenien tres, 77 en tenien quatre i 139 en tenien cinc o més. 204 habitatges disposaven pel capbaix d'una plaça de pàrquing. A 116 habitatges hi havia un automòbil i a 135 n'hi havia dos o més.

### Piràmide de població
La piràmide de població per edats i sexe el 2009 era:
| Homes | Edats   | Dones |
| ----- | ------- | ----- |
| 0     | 95 o +  | 0     |
| 0     | 90 a 94 | 4     |
| 0     | 85 a 89 | 8     |
| 0     | 80 a 84 | 0     |
| 4     | 75 a 79 | 8     |
| 12    | 70 a 74 | 12    |
| 16    | 65 a 69 | 4     |
| 16    | 60 a 64 | 24    |
| 12    | 55 a 59 | 12    |
| 44    | 50 a 54 | 36    |
| 28    | 45 a 49 | 12    |
| 32    | 40 a 44 | 56    |
| 24    | 35 a 39 | 20    |
| 20    | 30 a 34 | 16    |
| 16    | 25 a 29 | 28    |
| 32    | 20 a 24 | 8     |
| 32    | 15 a 19 | 44    |
| 32    | 10 a 14 | 32    |
| 24    | 5 a 9   | 28    |
| 20    | 0 a 4   | 8     |

## Economia
El 2007 la població en edat de treballar era de 501 persones, 396 eren actives i 105 eren inactives. De les 396 persones actives 346 estaven ocupades (196 homes i 150 dones) i 51 estaven aturades (23 homes i 28 dones). De les 105 persones inactives 24 estaven jubilades, 42 estaven estudiant i 39 estaven classificades com a «altres inactius».

### Ingressos
El 2009 a Villethierry hi havia 293 unitats fiscals que integraven 828 persones, la mediana anual d'ingressos fiscals per persona era de 17.873 €.

### Activitats econòmiques
Dels 19 establiments que hi havia el 2007, 4 eren d'empreses de fabricació d'altres productes industrials, 5 d'empreses de construcció, 2 d'empreses de comerç i reparació d'automòbils, 3 d'empreses de transport, 1 d'una empresa financera, 1 d'una empresa de serveis, 1 d'una entitat de l'administració pública i 2 d'empreses classificades com a «altres activitats de serveis».
Dels 4 establiments de servei als particulars que hi havia el 2009, 1 era un guixaire pintor, 1 electricista i 2 empreses de construcció.
L'any 2000 a Villethierry hi havia 11 explotacions agrícoles.

## Equipaments sanitaris i escolars
El 2009 hi havia una escola elemental integrada dins d'un grup escolar amb les comunes properes formant una escola dispersa.

## Poblacions més properes
El següent diagrama mostra les poblacions més properes.